# 標準ヨーロッパ語
標準ヨーロッパ語（ひょうじゅんヨーロッパご、英語: Standard Average European; SAE）は現代の欧州における印欧語をまとめる概念であり、ベンジャミン・ウォーフにより1939年に提唱された。
ウォーフの主張によれば、これらの言語は文法・語彙・慣用句・語順の点で共通の特徴を有する言語連合である。SAEの概念は、言語学にはSAE諸語に対する知識と比べて他言語の知識が乏しいこと、またそのためSAE特有の特徴を「自然」で言語一般に「普遍的」な特徴と誤解しがちであることを示唆した。
例として、ウォーフはSAEの時制体系とホピ語の時制体系が異なることを提示した。SAEは過去時制・現在時制・未来時制の3時制を持つのに対し、ホピ語は現実時制・非現実時制の2時制を持つとウォーフは考えた。彼の分析によれば現実時制はSAEの過去時制と現在時制に対応し、非現実時制はSAEの未来時制に対応する。この分析の精確性はのちに議論の的となった。

## 言語連合としての性質
Haspelmath (2001) によれば、SAE諸語は以下の特徴を共有しており、言語連合を形成していると考えられる。これらの特徴は言語学的普遍性質(linguistic universal)になぞらえて euroversal と呼ばれることもある。
1. 定冠詞と不定冠詞を持つ。(例. 英語: "the" と "a")
2. 関係節は関係代名詞により表現され、後置される。
3. 'have'と受動分詞による迂言的完了表現を持つ。(例. 英語: I have said)
4. 経験者格を主格で表現する。(例. 英語: I like music.「私は音楽を好む。」しかしスペイン語だと Me gusta la música.「音楽は私に好ましい。」となり、行為者は与格で表現される。);
5. 受動構文は受動分詞と繋辞によって表現される(例. 英語: "I am known")
6. 対格動詞と起動相非対格自動詞の対応がある。(例. ロシア語: изменить「変える」と измениться「変わる」)
7. 与格 により外的所有が表現される。外的所有とは被所有項を直接修飾しない所有表現である。 (例. ドイツ語: Die Mutter wusch dem Kind die Haare. 「母は子供の髪を洗った。」, ポルトガル語: Ela lavou-lhe o cabelo. 「彼女は彼の髪を洗った。」)
8. 否定不定名詞による動詞の否定 (例. 英語: Nobody listened.)
9. 不等比較における比較詞 (例. 英語: bigger than an elephant)
10. 関係節副詞用法による同等比較(例. オック語: tan grand coma un elefant、ロシア語: так же X как Y)
11. 動詞は主語に一致する。主語が明確な場合でも主語の代名詞は明示されることがある。(例. フィンランド語: mä oon, "I am" や sä oot, "you are"[3][4])
12. 強調語と再帰代名詞が異なる。(例. ドイツ語の強調語 selbst と再帰代名詞 sich).

以上の特徴は欧州外では稀であり、SAE圏を定義するのに都合が良い。上述の特徴に加えて、Haspelmath は欧州外でも散見されるものの、SAE諸語が共通して持つ以下の性質を列挙した。
1. 極性疑問文において動詞が文頭に配置される。
2. 形容詞が屈折し比較級を作る。(例. 英語: bigger)
3. 接続詞が並列の最後の要素の手前に配置される。(例. 英語: A, B and C)
4. 具格と共格の区別を欠く。(例. 英語: I cut my food with a knife when eating with my friends.)
5. 序数詞の2が補充形により表現される。
6. 分離可能所有(カバンなど)と分離不能所有(腕など)の区別を欠く。
7. 一人称複数に除外形と包括形の区別がない。
8. 畳語が生産的でない。
9. 主題と 焦点がイントネーションと語順により表現される。
10. SVO型の語順を持つ。
11. 動名詞をただ一種類持ち、定従属節を好む。
12. 特定の "neither-nor" 構文を持つ。
13. 句を修飾する副詞を持つ。(例. 英語: already, still, not yet)
14. 過去時制が完了形に置換される傾向がある。

これらの特徴を基準とすると、SAE言語連合は以下の諸言語から構成される。
- ゲルマン語派
- ロマンス諸語
- バルト語派
- スラヴ語派
- アルバニア語
- ギリシャ語
- ハンガリー語

バルカン言語連合 は拡大SAE圏に含まれる。
それぞれの言語のSAEへの所属性には程度の差がある。
上に挙げた特徴のうち9つの特徴に基づき、Haspelmath はフランス語・ドイツ語をSAE言語連合の核とみなした。その周辺には英語・その他のロマンス諸語・北欧語・西スラヴ語・南スラヴ語からなる中央がある。ハンガリー語、バルト語派、東スラヴ語、その他のバルト・フィン諸語は周辺である。
ここに挙げた言語はハンガリー語やバルト・フィン諸語を除き全て印欧語族に属しているが、印欧語族の全ての言語がSAEに所属しているわけではない。例えばケルト語、アルメニア語、インド・イラン語派はSAE言語連合には属していない。
印欧祖語はSAEの特徴をほとんど欠いているため、SAEの形成は印欧祖語から共通の性質を継承したためではなく、民族移動時代以降の長年の言語接触によるものが大きいと考えられる。

## 書籍
- Haspelmath, Martin (2001). “The European linguistic area: Standard Average European”. Language Typology and Language Universals. 2. Berlin: De Gruyter. pp. 1492–1510. doi:10.1515/9783110194265-044. ISBN 9783110171549.  オリジナルの4 March 2019時点におけるアーカイブ。
- Heine, Bernd and Kuteva, Tania. 2006. The Changing Languages of Europe. Oxford University Press.
- Van der Auwera, Johan. 2011. Standard Average European. In: Kortmann, B. & van der Auwera, J. (eds.) The Languages and Linguistics of Europe: A Comprehensive Guide. (pp. 291–306) Berlin: de Gruyter Mouton.